# پخش زنده شنبه شب
 پخش زنده شنبه‌شب (به انگلیسی: Saturday Night Live) که به اختصار SNL نیز خوانده می‌شود، توسط لُرن مایکُلز خلق شد، و دِک اِبِرسُل به‌همراه او آنرا توسعه دادند. این برنامه که از ۱۱ اکتبر ۱۹۷۵ پخشش را از شبکه اِن‌بی‌سی با نامِ شنبه‌شبِ اِن‌بی‌سی آغاز کرد، با استفاده از شخصیت‌های طنز که گاهی در قسمت‌های مختلف تکرار می‌شوند، به نقد طنزآمیز موضوعات سیاسی و فرهنگی می‌پردازد. هر قسمتِ برنامه توسط یک شخصیت مشهور میزبانی می‌شود که در بخشی از برنامه یک «تک‌گویی» را اجرا می‌کند. میزبان در بخش‌های گوناگون برنامه حضور دارد و نقش‌آفرینی می‌کند. همچنین در هر برنامه، یک مهمان هنرمند از دنیای موسیقی دعوت می‌شود که به اجرای ترانه می‌پردازد. هر قسمت با بخش «شروع بی‌پرده» آغاز می‌شود، که معمولاً به موضوعی سیاسی یا فرهنگی می‌پردازد، و با گفتن عبارتِ زنده از نیویورک، الان شنبه‌شبه! در انتهای آن توسط بازیگران، برنامه را آغاز می‌کند.
این برنامه به عنوان محلی برای کشف و پرورش استعدادهای کمدی شناخته می‌شود، و بسیاری از بازیگران و شوخبازیگران مشهور امروز، مانند اِدی مُرفی، تینا فِی، ویل فَرِل و کِیت مَک‌کِنِن، اولین بار در اِس‌اِن‌اِل به شهرت رسیدند. اِس‌اِن‌اِل همچنین به خاطر نقد اجتماعی و سیاسی خود، به ویژه از طریق بخش‌هایی مانند «اخبار آخر هفته» با اجرای شوخبازیگرانی از قبیل چِوی چِیس و بعدها تینا فِی و اِیمی پُولِر، مشهور است.

یکی از نشان‌واره‌های مجموعه که از ۲۰۲۴–۲۰۲۲ میلادی مورد استفاده بود.

یکی از ویژگی‌های منحصر به فرد اِس‌اِن‌اِل توانایی آن در واکنش سریع به رویدادهای جاری است. نمایشک‌ها و شوخی‌ها اغلب در طول هفته نوشته و تمرین می‌شوند، و گاه حتی تا دقایقی قبل از پخش زنده تغییر می‌کنند تا به روز باشند. این برنامه در طول دهه‌ها به بخشی از فرهنگ آمریکایی تبدیل شده و حتی بر سیاست نیز تأثیر گذاشته است، به طوری که برخی از سیاستمداران برای ارتباط با جوانان و نشان دادن حس شوخ‌طبعی خود، در این برنامه حضور یافته‌اند.

نمایی از بخش «شروع بی‌پرده» قسمت ۱۷ مه ۲۰۲۵، که در آن به سفر دونالد ترامپ به عربستان سعودی در ۱۳ و ۱۴ مه همان سال پرداخته بود؛ نفر سمت راست نقش محمد بن سلمان و نفر سمت چپ نقش دونالد ترامپ را ایفا می‌کند.

با وجود تغییرات زیاد در بازیگران و نویسندگان طی سال‌ها، اِس‌اِن‌اِل همچنان به عنوان مرجعی تأثیرگذار در عرصه فرهنگی پابرجا مانده است. این برنامه نه‌تنها یک سرگرمی هفتگی برای میلیون‌ها بیننده، بلکه آینه‌ای از تحولات اجتماعی و سیاسی در آمریکا محسوب می‌شود.

## بازیگران
- بیل مری
- استیو مارتین
- آدام سندلر
- جیمی فلن
- ویل فرل
- اما استون
- کریس راک
- جک جیلنهال
- کریس فارلی
- گیلدا رادنر
- ایمی پولر
- تینا فی
- مایا رودولف
- ست مایرز
- فرد ارمیسن
- بیل هیدر
- اندی سمبرگ
- کریستن ویگ
- جیسون سودیکیس
- نسیم پدراد
- کینن تامسون
- کیت مک‌کینون
- ایدی براینت
- ونسا بایر
- سیسیلی استرانگ
- لزلی جونز
- کالین جست
- بک بنت
- پیت دیویدسون

## محمود احمدی‌نژاد و پخش زنده شنبه شب
در سپتامبر سال ۲۰۰۷ پس از دیدار جنجالی محمود احمدی‌نژاد از نیویورک، در واکنش به سخنان وی در دانشگاه کلمبیا در مورد هولوکاست و همجنسگرایان، برنامه پخش زنده شنبه شب اقدام به ساخت یک آهنگ نمود که از این برنامه در ۲۹ سپتامبر پخش گردید. نشریه هافینگتون پست و برخی وبلاگ نویسان آمریکایی، ویدئوی ساخته شدهٔ آهنگ را آهنگی برای همجنسگرایان نامیدند. او در سخنرانی خود در دانشگاه کلمبیا مدعی شده بود که در ایران همجنسگرایی وجود ندارد.

## پی‌نوشت
1. ↑  تک‌گویی (به انگلیسی: Monologue) در برنامه تلویزیونی به بخشی از برنامه گفته می‌شود که یک بازیگر به تنهایی درباره موضوعی خاص صحبت می‌کند. این بخش‌ها اغلب توسط مجری اجرا می‌شوند و محتوای آن‌ها معمولاً طنزآمیز، اجتماعی یا سیاسی است.
2. ↑  شروع بی‌پرده (به انگلیسی: Cold Open) در برنامه‌هایی مثل اِس‌اِن‌اِل، نمایشکی است که معمولاً قبل از تیتراژ آغازین و بدون معرفی اجرا می‌شود، و هدف آن جذب سریع توجه تماشاگران می‌باشد.
3. ↑  نمایشک (به انگلیسی: Sketch) در برنامه تلویزیونی یک اجرای کوتاه و معمولاً کمدی است، که در آن بازیگران نقش‌های کوچکی را بازی می‌کنند، و موضوع آن سریع و مختصر بیان می‌شود. نمایشک‌ها معمولاً کمتر از چند دقیقه طول می‌کشند، و برای خنداندن تماشاگران طراحی شده‌اند.
4. ↑  «Hulu - Saturday Night Live: Digital Short: Iran So Far». بایگانی‌شده از اصلی در ۲۱ اوت ۲۰۰۹. دریافت‌شده در ۲۱ اوت ۲۰۰۹.
5. ↑  Watch: SNL's Gay Love Song To Ahmadinejad